# Ambesa laetella
Ambesa laetella är en fjärilsart som beskrevs av Augustus Radcliffe Grote 1880. Ambesa laetella ingår i släktet Ambesa och familjen mott. Inga underarter finns listade i Catalogue of Life.